# Cristina Brichetti
Cristina Brichetti (20 ottobre 1964) è un'ex sciatrice alpina italiana.

## Biografia
Originaria di Milano, in Coppa del Mondo la Brichetti ottenne due piazzamenti, a Davos il 9 dicembre 1984, quando fu 13ª sia nello slalom speciale sia nella combinata, mentre in Coppa Europa nella stagione 1984-1985 fu 3ª nella classifica di slalom speciale; non prese parte a rassegne olimpiche né ottenne piazzamenti ai Campionati mondiali.

## Palmarès

### Coppa del Mondo
- Miglior piazzamento in classifica generale: 70ª nel 1985